# Yun Young-Sook
Yun Young-Sook (en coreano: 윤영숙; 10 de septiembre de 1971) es una deportista surcoreana que compitió en tiro con arco, en la modalidad de arco recurvo. Participó en los Juegos Olímpicos de Seúl 1988, obteniendo dos medallas, oro en la prueba por equipo y bronce en individual.

## Palmarés internacional
| Juegos Olímpicos | Juegos Olímpicos     | Juegos Olímpicos  | Juegos Olímpicos |
| Año              | Lugar                | Medalla           | Prueba           |
| ---------------- | -------------------- | ----------------- | ---------------- |
| 1988             | Seúl (Corea del Sur) | Medalla de oro    | Equipo           |
| 1988             | Seúl (Corea del Sur) | Medalla de bronce | Individual       |